# Хлороформ
Хлорофо́рм (он же трихлормета́н, метилтрихлори́д, хладо́н 20) — органическое химическое соединение с формулой CHCl3. При нормальных условиях — бесцветная летучая жидкость c эфирным запахом и сладким вкусом. Практически нерастворим в воде — образует с ней растворы с массовой долей до 0,23 %, — смешивается с большинством органических растворителей. Негорюч. Возможны отравления фосгеном при работе с хлороформом, который долго хранился на свету в тёплом месте.

## История
Хлороформ был впервые получен в 1831 году независимо в качестве растворителя каучука Самуэлем Гатри (Samuel Guthrie), затем Либигом (Justus von Liebig) и Субейраном (Eugène Soubeiran).
Формулу хлороформа установил французский химик Дюма (Dumas). Он же и придумал в 1834 г. название «хлороформ», благодаря свойству этого соединения образовывать муравьиную кислоту при гидролизе (лат. formica переводится как «муравей»).
В клинической практике в качестве общего анестетика хлороформ первым применил Холмс Кут (Holmes Coote) в 1847 г., в широкую практику он был внедрён акушером Джеймсом Симпсоном, который использовал хлороформ для уменьшения боли при родах.
В России метод производства медицинского хлороформа предложил учёный Борис Збарский в 1916 году, когда проживал на Урале в селе Всеволодо-Вильва в Пермском крае.

## Физические свойства
- Показатель преломления: 1,44858 при 15 °C.
- Температура кристаллизации: −63,55 °C
- Температура кипения: 61,152 °C
- Дипольный момент: 1,15 дебая
- Диэлектрическая проницаемость: 4,806 при 20 °C
- Образует азеотропную смесь с водой (т. кип. 56,2 °C, 97,4 % хлороформа).

## Химические свойства
Образует азеотропную смесь с водой (т. кип. 56,2 °C, 97,4 % хлороформа).
С кислородом воздуха при ненадлежащем хранении (на свету) образует фосген:
{\displaystyle ~{\mathsf {2CHCl_{3}+O_{2}\longrightarrow \ 2COCl_{2}\uparrow +2HCl\uparrow }}}
Поступающий в продажу хлороформ содержит этиловый спирт (1—2 %) в качестве стабилизатора, который связывает образующийся фосген.

## Получение
В промышленности хлороформ производят хлорированием метана или хлорметана. Реакционную смесь нагревают до температуры 400—500 °C. При этом происходит серия химических реакций. Подобное происходит также при освещении смеси ультрафиолетом.
{\displaystyle ~{\mathsf {CH_{4}+Cl_{2}\longrightarrow \ CH_{3}Cl+HCl}}}
{\displaystyle ~{\mathsf {CH_{3}Cl+Cl_{2}\longrightarrow \ CH_{2}Cl_{2}+HCl}}}
{\displaystyle ~{\mathsf {CH_{2}Cl_{2}+Cl_{2}\longrightarrow \ CHCl_{3}+HCl}}}
{\displaystyle ~{\mathsf {CHCl_{3}+Cl_{2}\longrightarrow \ CCl_{4}+HCl}}}
Общая реакция:
{\displaystyle ~{\mathsf {CH_{4}+3Cl_{2}\longrightarrow \ CHCl_{3}+3HCl}}}
Результатом процесса является смесь, состоящая из хлорметана, дихлорметана, хлороформа и тетрахлорметана. Разделение веществ осуществляется ректификацией.
В лаборатории хлороформ можно получить при помощи галоформной реакции или по реакции между ацетоном или этанолом и хлорной известью.

## Применение
В конце XIX и начале XX вв. хлороформ использовался как анестетик при проведении хирургических операций.
Впервые как средство для наркоза хлороформ был применён при хирургических операциях шотландским врачом сэром Джеймсом Янгом Симпсоном (1848 год).
В России хлороформ как средство для наркоза впервые применил Н. И. Пирогов.
Однако в данной роли хлороформ впоследствии был заменён более безопасными веществами.
Хлороформ используется для производства хлордифторметана — фреона (хладона-22) путём реакции обмена атомов хлора на фтор при обработке хлороформа безводным фтористым водородом в присутствии хлорида сурьмы(V) (по реакции Свартса):
{\displaystyle {\mathsf {CHCl_{3}+2HF{\xrightarrow {SbCl_{5}}}CF_{2}HCl+2HCl}}}
Хлороформ также используется в качестве растворителя в фармакологической промышленности, а также для производства красителей и пестицидов.
Хлороформ, содержащий дейтерий (CDCl3) — наиболее общий растворитель, используемый в ядерном магнитном резонансе (ЯМР).
Хлороформ применяют в пробе Бейльштейна, в этой реакции наблюдается окрашивание пламени в голубовато-зелёный цвет ионами меди.
{\displaystyle ~{\mathsf {5CuO+2CHCl_{3}\longrightarrow \ 3CuCl_{2}+2CO_{2}\uparrow +H_{2}O+2Cu}}}
Используется в криминалистике в рамках различных экспертиз, в том числе ольфакторной экспертизы, для отделения генетического материала крови от примесей.

## Обнаружение хлороформа
В пробирку вносят 1-2 мл исследуемого раствора и 1 мл 10%-го спиртового раствора гидроксида натрия. Пробирку осторожно нагревают на пламени газовой горелки в течение 3-5 мин. После охлаждения раствора его подкисляют 10%-раствором азотной кислоты до кислой реакции на лакмус и прибавляют 0,5 мл 1%-го раствора нитрата серебра. Появление белого растворимого в аммиаке осадка указывает на наличие хлороформа в исследуемом растворе. Эта реакция не специфична. Её дают и другие хлорорганические соединения (хлоральгидрат, четырёххлористый углерод, дихлорэтан и др.)
{\displaystyle {\mathsf {CHCl_{3}+4NaOH\rightarrow 3NaCl+HCOONa+2H_{2}O}}}
{\displaystyle {\mathsf {NaCl+AgNO_{3}\rightarrow AgCl\downarrow +NaNO_{3}}}}

## Очистка
Процесс очистки делится на ряд этапов. Сперва хлороформ встряхивают с концентрированной серной кислотой, промывают водой, сушат над хлоридом кальция либо сульфатом магния и перегоняют. Проверить на чистоту хлороформ можно испарением с фильтровальной бумаги: после хлороформа не должно оставаться запаха. Затхлый, резкий, раздражающий запах говорит о наличии примесей хлора, хлороводорода или фосгена.

## Воздействие на организм
Вдыхание хлороформа пагубно влияет на работу центральной нервной системы. Вдыхание воздуха с содержанием хлороформа порядка 0,09 % (900 ppm) за короткое время может вызвать головокружение, усталость и головную боль. Постоянное воздействие хлороформа может вызвать заболевания печени и почек. Приблизительно 10 % населения Земли имеют аллергическую реакцию на хлороформ, приводящую к повышению температуры тела (до 40 °C). Часто вызывает рвоту (частота послеоперационной рвоты достигала 75—80 %).
Исследования на животных показали, что у беременных крыс и мышей, которые дышали воздухом с содержанием хлороформа 0,003 % (30 ppm), происходили выкидыши. Также такое наблюдалось у крыс, которым давали хлороформ перорально. Следующие поколения крыс и мышей, которые вдыхали хлороформ, имели больший процент врождённых дефектов по сравнению с неподвергавшимися воздействию.
Влияние хлороформа на размножение у людей недостаточно хорошо изучено. При длительном воздействии на дыхательные пути и слизистые оболочки человека (2—10 минут) возможен летальный исход. Предположительно мутагенен и канцерогенен. Данные свойства проявляются только при превышении концентрации хлороформа в воздухе.
При попадании в организм хлороформ довольно быстро выводится с выдыхаемым воздухом: через 15—20 мин. — 30—50 % хлороформа, в течение часа — до 90 %. Остаток хлороформа в организме в результате биотрансформации превращается в диоксид углерода и хлороводород.
{\displaystyle ~{\mathsf {2CHCl_{3}+2H_{2}O+O_{2}\longrightarrow \ 2CO_{2}\uparrow +6HCl\uparrow }}}
Однако это не единственный процесс метаболизма хлороформа в организме. Показано, что в организме млекопитающих хлороформ метаболизируется в фосген, с участием микросомальных ферментов из группы монооксигеназ цитохрома p450, через промежуточную стадию образования трихлорметанола и трихлорметилпероксила. Показано также, что применение ингибиторов работы цитохрома р450 уменьшает токсический эффект хлороформа, йодоформа и тетрахлорида углерода (все они метаболизируются по одному пути, через схожие радикалы).
По российскому гигиеническому нормативу, среднесменная ПДК 5 мг/м3, максимально разовая — 10 мг/м3. В то же время порог восприятия запаха хлороформа может составлять, например, 650 мг/м3; и даже 1350 мг/м3.